# Robert Tiviajev

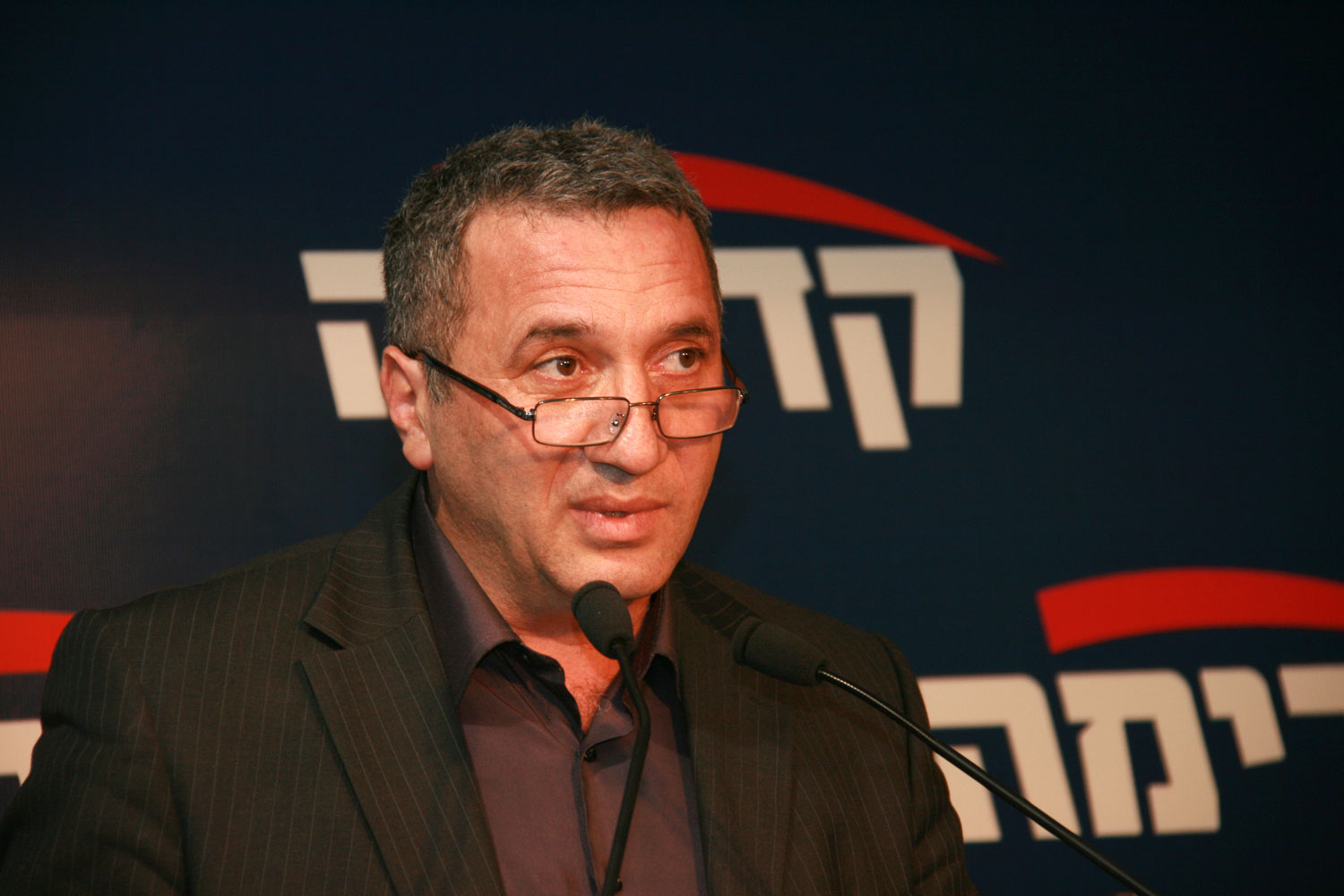
Robert Tiviajev na snímku z roku 2009

Robert Tiviajev (hebrejsky רוברט טיבייב‎, rusky Роберт Тивьяев) je izraelský politik a bývalý poslanec Knesetu za strany ha-Tnu'a a Kadima.

## Biografie
Narodil se 22. června 1961 ve městě Derbent v tehdejším Sovětském svazu, dnes v Rusku. V roce 1994 imigroval do Izraele. Vysokoškolské vzdělání magisterského typu získal v oboru elektroinženýr. Žije ve městě Ofakim, je ženatý, má dvě děti. Hovoří hebrejsky, rusky a anglicky.

## Politická dráha
Působí jako předseda fondu Techija, který je součástí aktivit Židovské agentury v regionu bývalého Sovětského svazu.
Původně se angažoval ve straně Jisra'el bejtejnu. Do Knesetu nastoupil po volbách roku 2009, a to za stranu Kadima. Je předsedou parlamentního podvýboru pro boj s dopravní nehodovostí, zasedá ve výboru pro ekonomické záležitosti, ve výboru pro vědu a technologie a výboru pro imigraci, absorpci a záležitosti diaspory. Předsedá meziparlamentní lize izraelsko-tureckého přátelství.